# N11 (België)
De N11 is een gewestweg in de Belgische provincie Antwerpen. De weg verbindt Merksem met Putte.

## Traject
De N11 loopt vanaf de N1 Bredabaan in Merksem (kruispunt Kleine Bareel) naar het noorden. De N11 is de grens tussen Ekeren en Brasschaat. Via een tunnel wordt spoorlijn 12 gekruist, waarna de dorpskern van Kapellen wordt doorkruist. In Putte loopt de weg verder in Nederland als de N289. De weg heeft een totale lengte van 11 kilometer en is plaatselijk gekend als de Kapelsesteenweg.

## Plaatsen langs de N11
- Donk (Ekeren) of Vriesdonk (Brasschaat)
- Sint-Mariaburg
- Kapellen
- Putte